# Шинкі Кнегт

Ши́нкі Кнегт (нід. Sjinkie Knegt, МФА: [ˈʃɪŋki ˈknɛxt]; 5 липня 1989, Бантега, Фрисландія, Нідерланди) — нідерландський ковзаняр, спеціаліст зі шорт-треку, олімпійський медаліст, багаторазовий чемпіон світу та Європи.  
Кнегт — бронзовий призер зимових Олімпійських ігор 2014 року на дистанції 1000 м і срібний призер Пхьончханської олімпіади 2018 року на дистанції 1500 м. 

## Виноски
1. ↑  https://www.shorttrack.swisstiming.com/Entries.aspx?evt=11213100000124
2. 1 2  https://isu.org/docman-documents-links/isu-files/event-documents/short-track-2/2023-24-4/world-cups-26/announcements-156/32192-isu-world-cup-short-track-speed-skating-montreal-18-10-2023-entries/file
3. ↑  Men's 1500 metres results. Архів оригіналу за 11 лютого 2018. Процитовано 30 квітня 2018. [Архівовано 2018-02-11 у Wayback Machine.]